# Каменногорск I
Каменногорск I (фин. Antrea) — узловая железнодорожная станция Октябрьской железной дороги на 40,1 км перегона Возрождение — Боровинка и нулевом километре перегона Возрождение — Пруды.

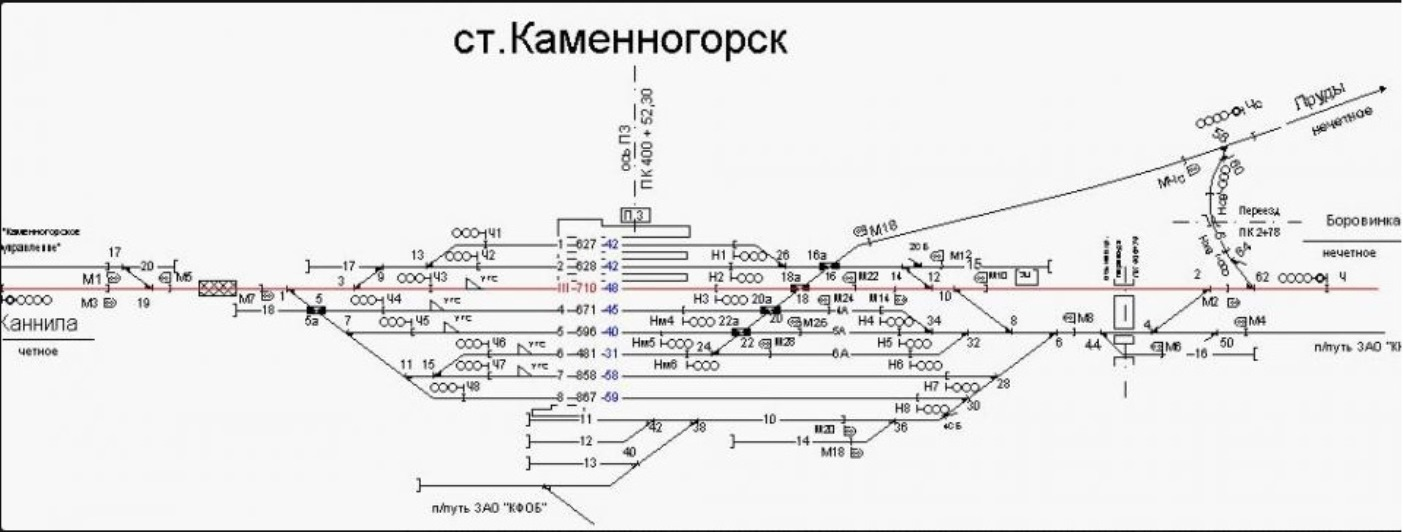
Схема ст. Каменногорск.

## История
Станция Antrea была открыта 1 ноября 1892 года. Решение о строительстве железной дороги от Выборга до Йоэнсуу было принято в 1888 году. Работы по строительству были начаты в 1890 году. На сооружении дороги в 1892 году работало 6000 человек. Так, в 1923 году станция Антреа имела в путевом развитии шесть станционных путей. Плюс подъездные пути к причалу на реке Вуокса, а также к сахарному заводу.
В 1948 году состоялось массовое переименование населенных пунктов Ленинградской области. Переименование города и станции Антреа в Каменногорск было утверждено Указом Президиума ВС РСФСР от 1 октября 1948 года.

## Общие сведения
Станция территориально расположена в одноимённом городе Выборгского района Ленинградской области. Путевое развитие состоит из восьми путей. После реконструкции в 2014 году на участке Выборг — Каменногорск действует автоблокировка, обеспечивающая наивысшую пропускную способность этого участка.
На посадочной платформе установлен новый пассажирский павильон, а также информационные таблички с названием станции.

## Движение поездов
С 20 июля 2014 года были отменены все курсировавшие через Каменногорск пригородные поезда Выборг — Светогорск. Причиной этому стали многомиллиардные задолженности регионов.

С этого года с регионами начали заключать договоры исходя из их платежеспособности. О том, что услуги в долг больше оказываться не будут, железнодорожники предупредили регионы еще в IV квартале 2013 г., отметил представитель ОАО «РЖД».
В 2019 году пригородное движение по станции осуществлялось двумя парами поездов РА-2 Выборг — Хийтола — Выборг.
В декабре 2018 года на маршруте Санкт-Петербург — Сортавала — Маткаселькя был запущен электропоезд «Ласточка» с тепловозом ТЭП70БС. Для реализации проекта восстановлены почти 2,5 километра пути, отремонтирована платформа станции Сортавала, реконструированы инженерные коммуникации. В июне 2019 года со станции Сортавала до горного парка «Рускеала» запущен туристический ретропоезд на паровозной тяге, интерьер которого выполнен в стиле «Николаевского экспресса», и в составе которого — купейные вагоны и вагон-ресторан.
Со 2 декабря 2019 года по станции планируют пустить новый пассажирский поезд Москва — Петрозаводск, который будет следовать через Тверь, Санкт-Петербург, Выборг, Сортавалу, Суоярви.

## Фото

Станция Каменногорск
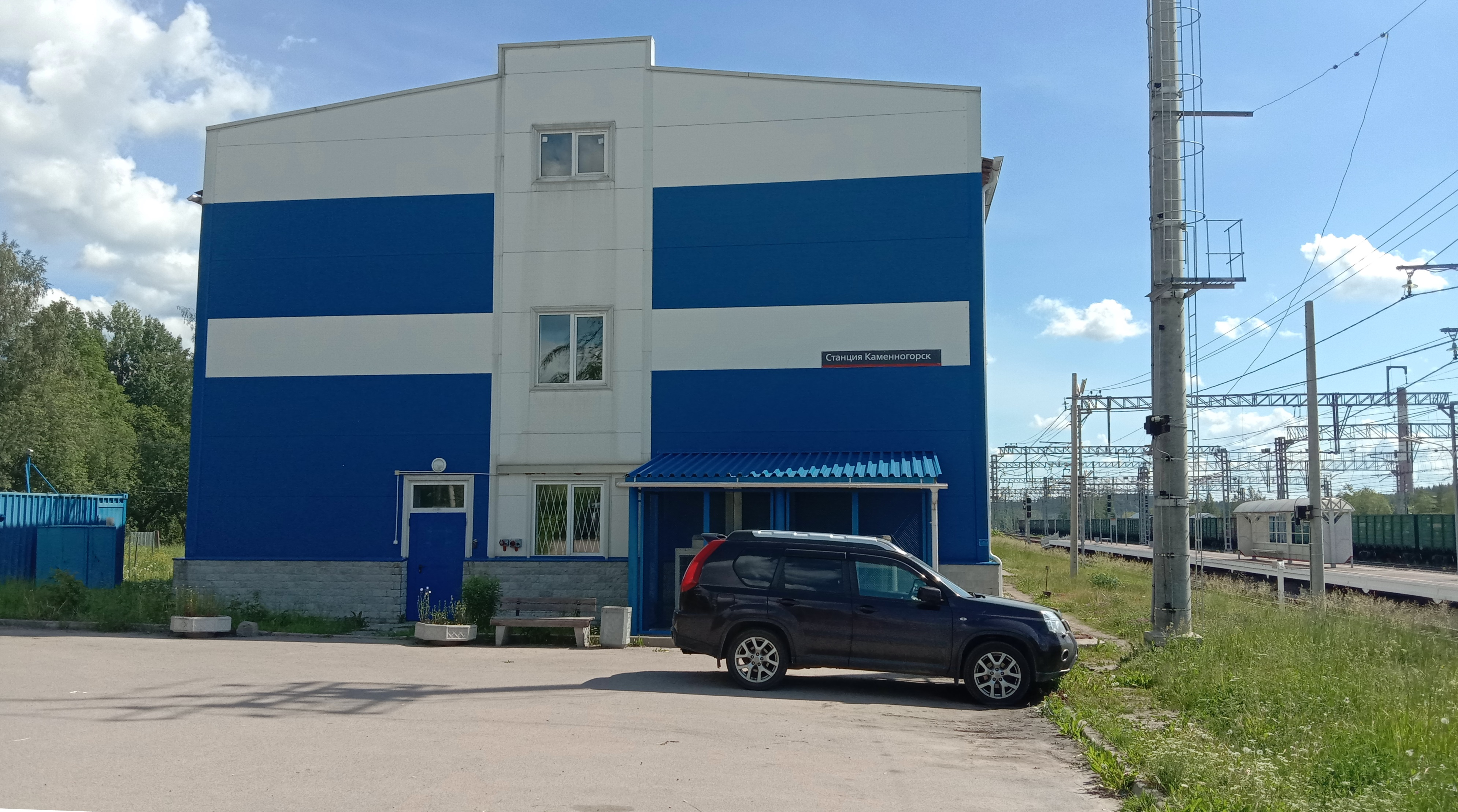
Пост ЭЦ и пассажирское задние.
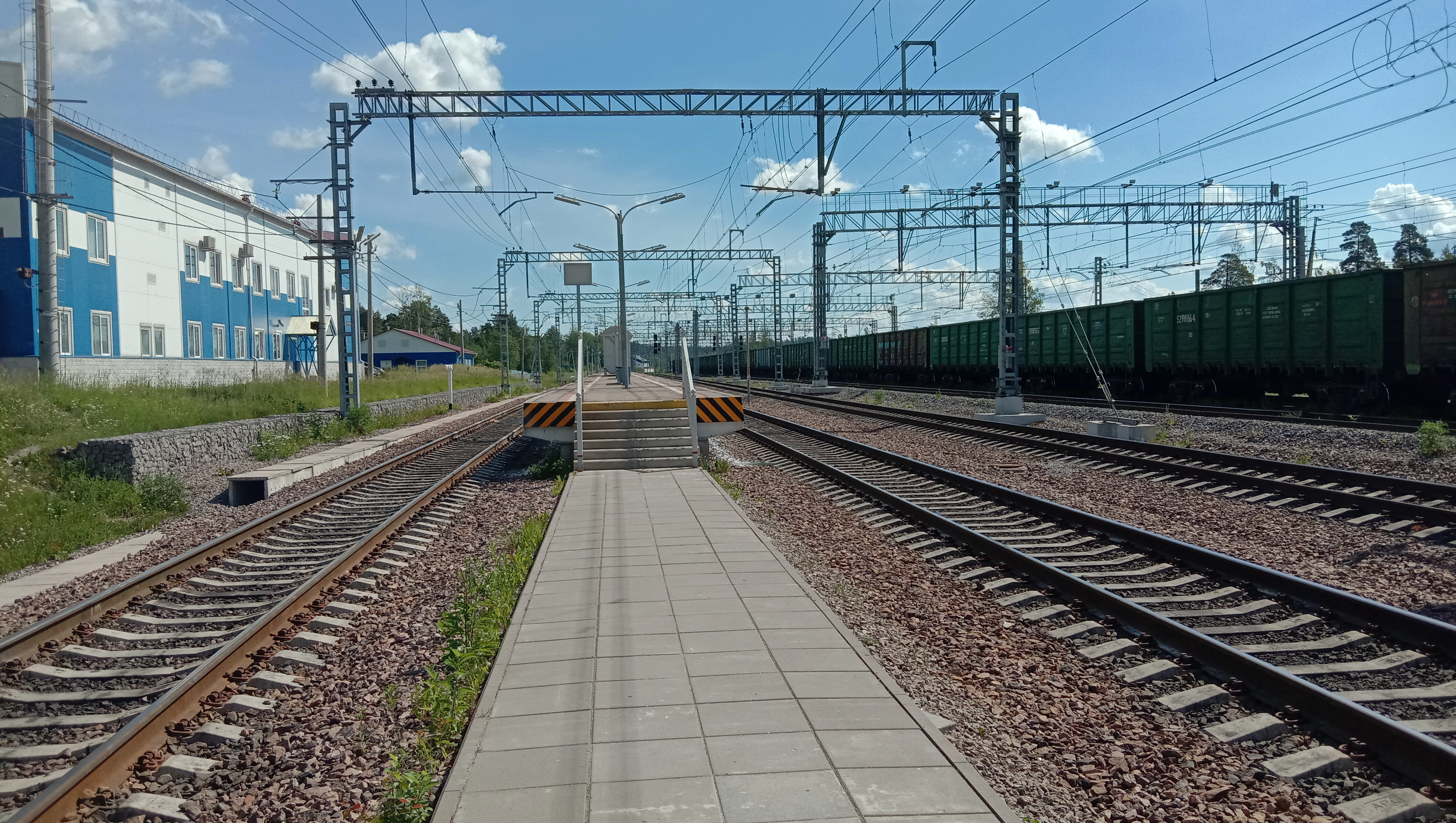
Вид со сторону ст. Возрождение.
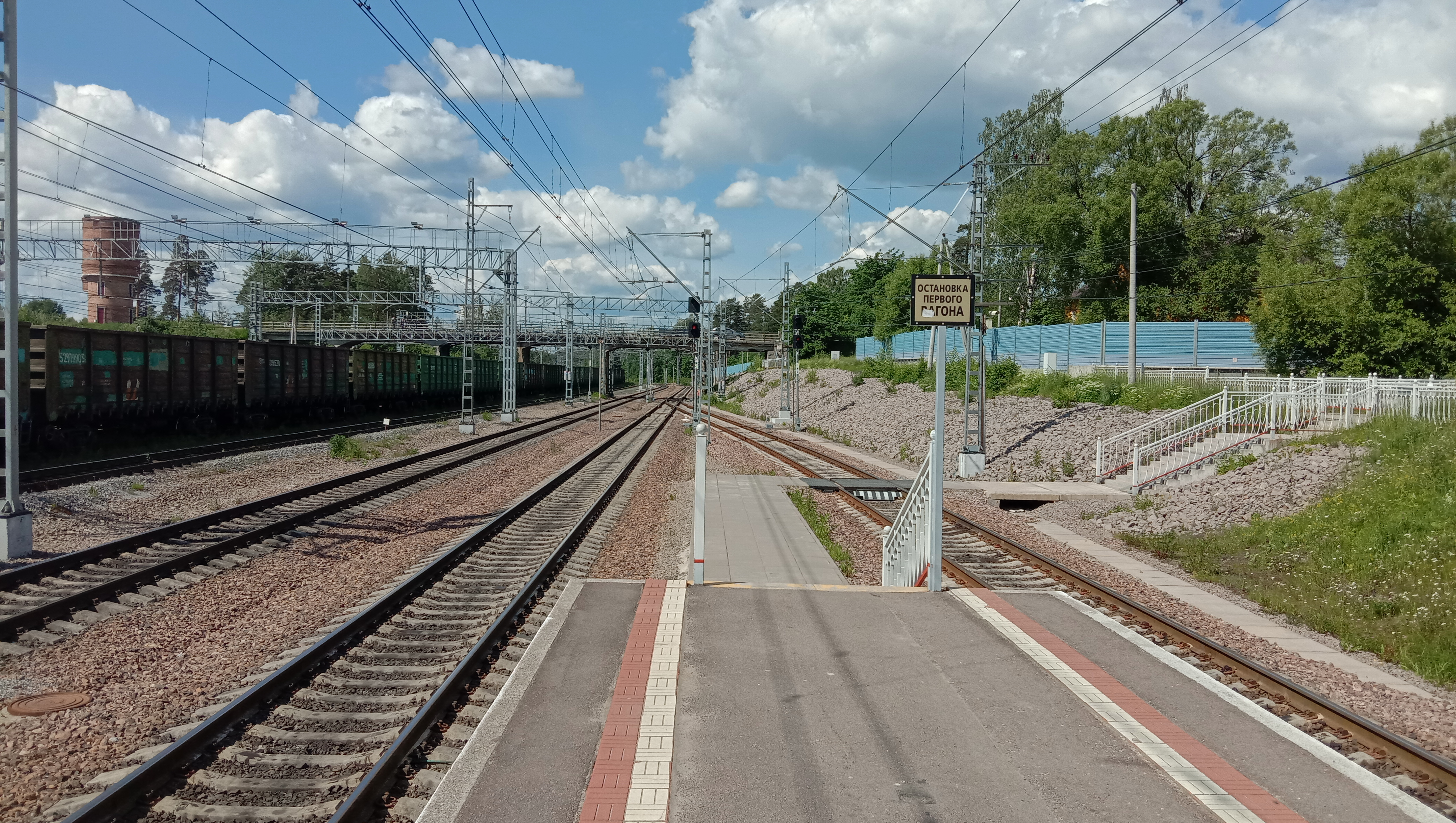
Вид в сторону ст. Возрождение.
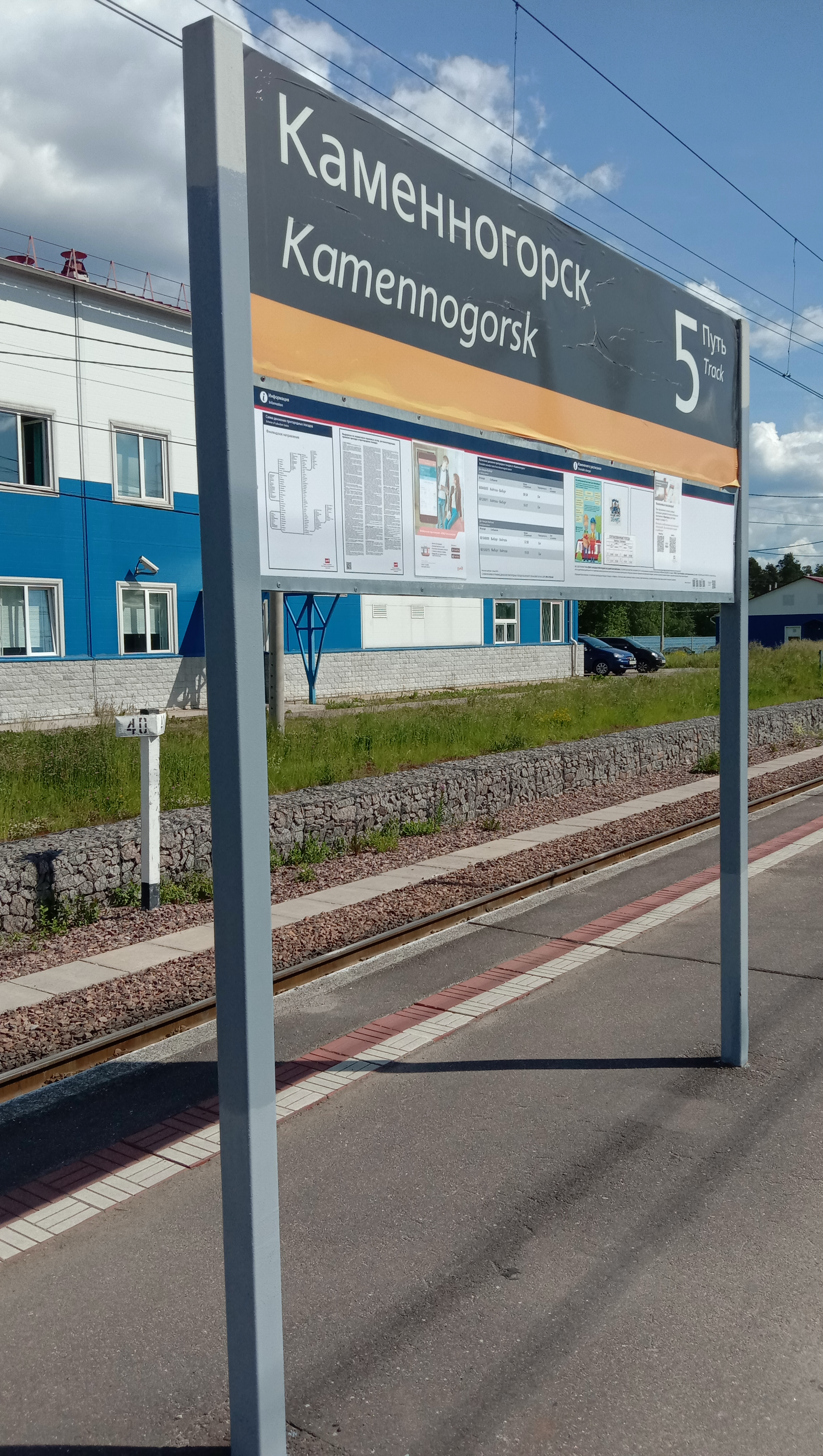
Табличка с названием станции.
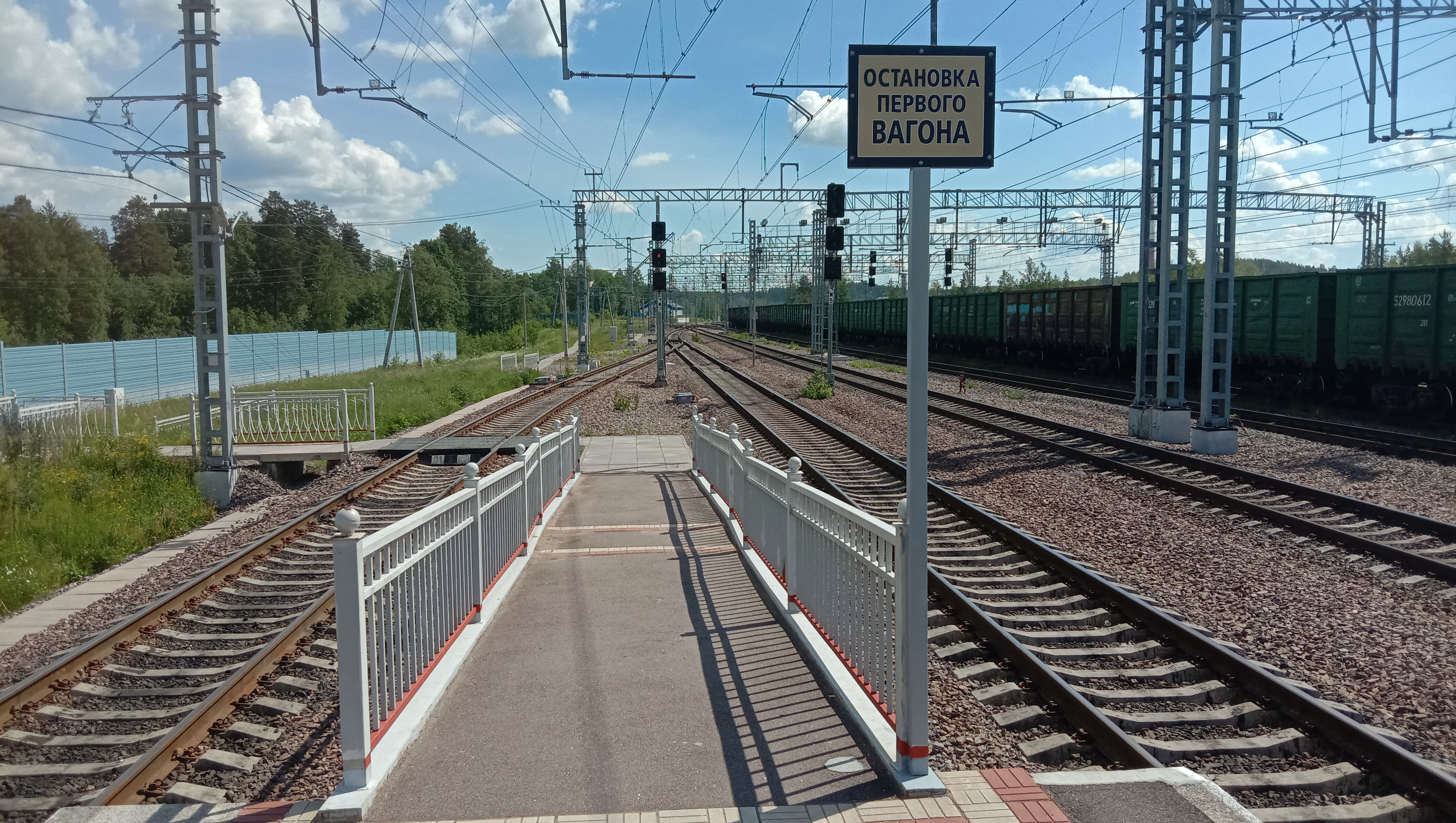
Вид в сторону ст. Каменногорск (новый парк)
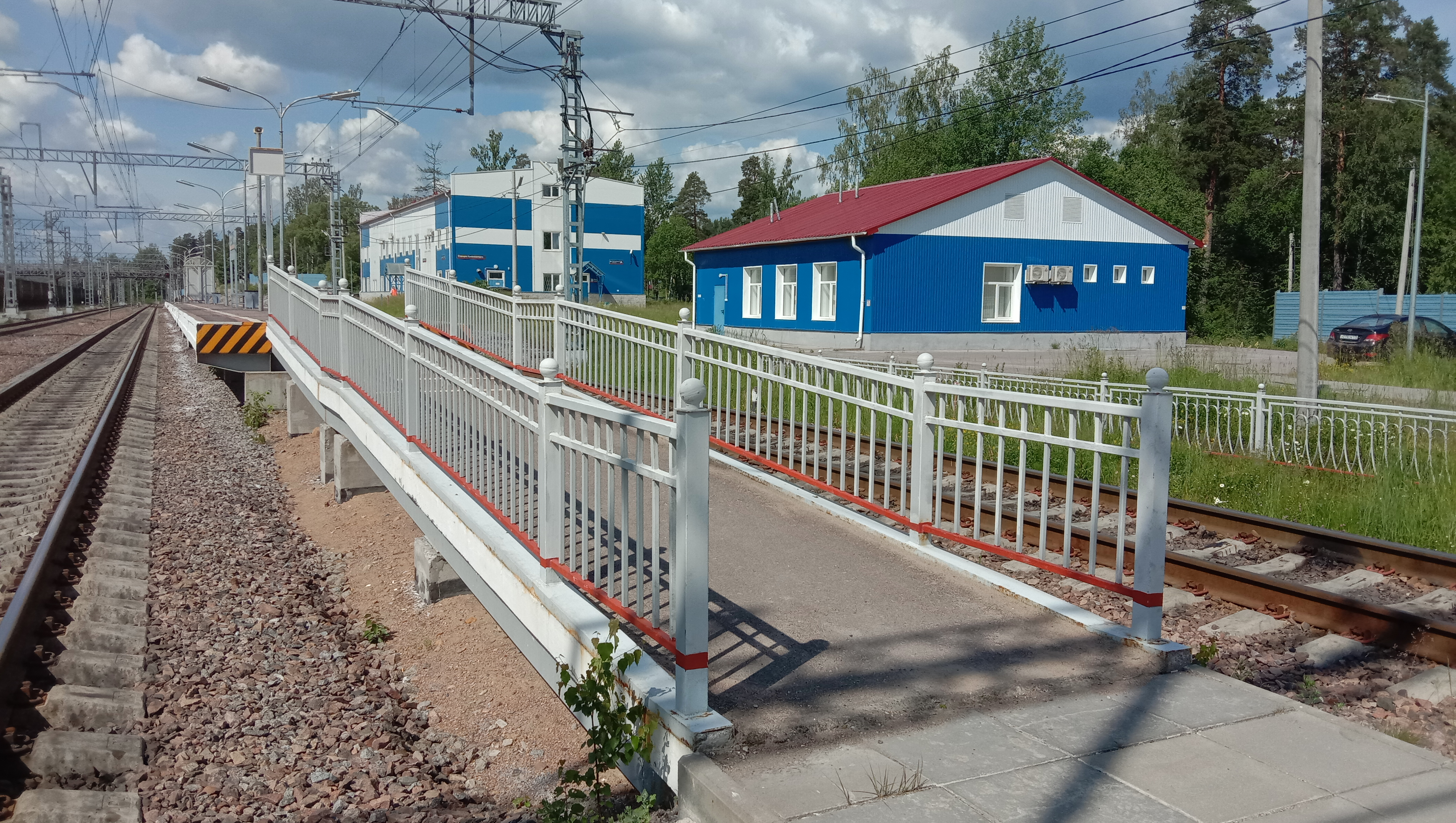
Вид со стороны ст. Каменногорск (новый парк).
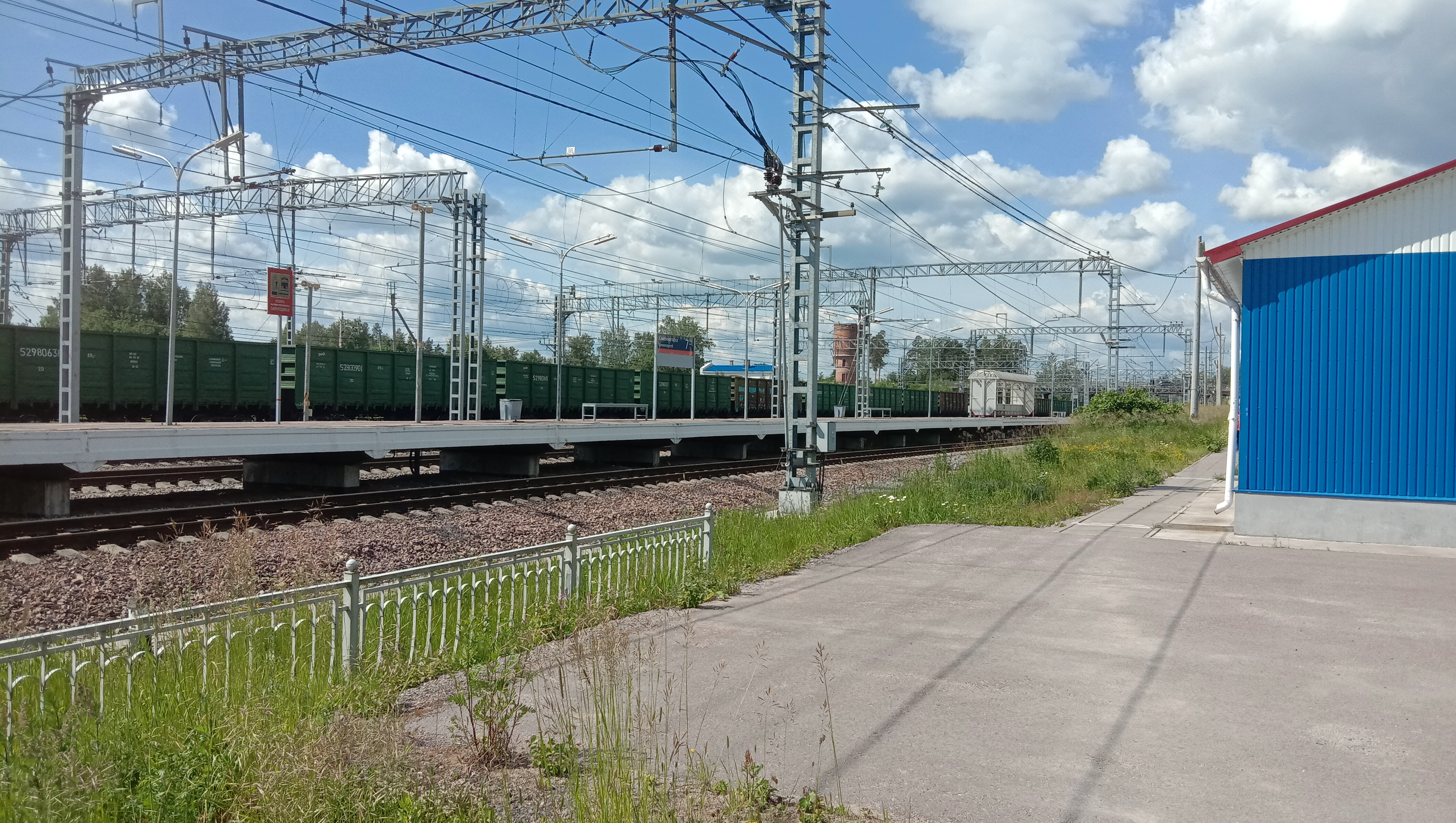
Общий вид.
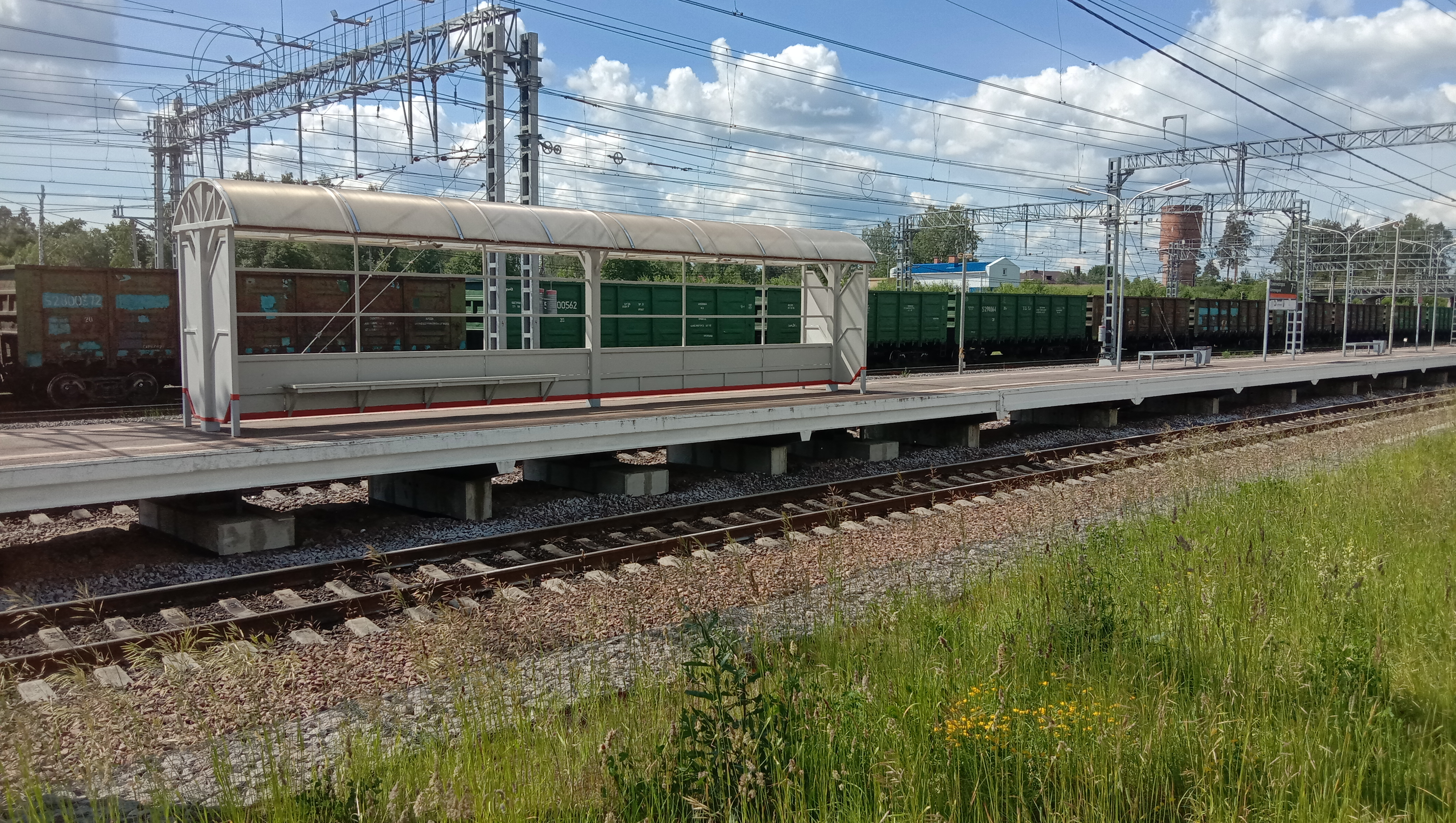
Пассажирский павильон.